# اوربست
اوربست (به انگلیسی: Orbest) یک شرکت هواپیمایی با کد یاتا 6O است که در ۲۰۰۷ میلادی تأسیس شده‌است. دفتر مرکزی اوربست در لیسبون، پرتغال واقع شده‌است و به ۵۱ مقصد، پرواز انجام می‌دهد.